# 藤枝市立西益津中学校
藤枝市立西益津中学校（ふじえだしりつ にしましづちゅうがっこう）は、静岡県藤枝市田中一丁目にある公立中学校。今川氏の田中城旧三の丸跡に設置されている。

## 概要
静岡県道224号大富藤枝線沿いに位置しており、近隣には静岡県立藤枝西高等学校、静岡県立藤枝北高等学校、静岡県立藤枝東高等学校などがある。
音楽活動が盛んで、特に合唱に力を入れており古くから各コンクールで優秀な成績を収めている。朝と帰りに合唱の時間を設けており、文化専門委員やコーラス部員を中心に各学級で合唱練習をする。
また、他学年や他学級と合唱を披露し合い音楽に対する意識を深めていく事を目標に「交歓合唱」を行う事もある。
生徒個人の大会ではものづくりでも顕著な成績を上げており、技術ではロボットコンテスト優勝、準優勝、第三位を共に飾り、東海北陸大会の常連であり全国大会出場経験もある。また家庭科ではお弁当づくりで全国大会に出場し全国二位になった事もある。

## 小学校区
- 藤枝市立西益津小学校
- 藤枝市立藤岡小学校（一部）

## 生徒会及び専門委員会
- 生徒会本部 - 全校生徒が所属する生徒会の最高機関である。
- 生活専門委員会 - 生徒が規則正しく調和のとれた学校生活を送れるようにする事に努める。
- 広報専門委員会 - 掲示物によって校内の環境を整え、校内生活を向上させる。
- 文化専門委員会 - 音楽活動の中心となって校内生活の向上をはかる。
- 放送専門委員会 - 生徒に必要な情報を伝達し校内生活を円滑にする。また、委員長は集会や諸行事の放送機器の準備片づけを行う。体育大会のみ委員全員で機器の準備、管理、片付けまでを行う。
- 保健専門委員会 - 病気・怪我の手当てや掲示物等で保健衛生の正しい知識の普及を目指す。
- 給食専門委員会 - 給食が円滑にできるよう、点検活動や広報活動を通じて食生活への関心を高める。
- 図書専門委員会 - 生徒の読書意欲を高め、文化教養の向上に努める。
- 園芸専門委員会 - 草花や野菜づくりを通じ、生命の尊さを育む事、また管理を通し責任を遂行する生徒になる。
- 美化専門委員会 - 掃除など美化運動の中心的な役割を果たし、校内美化に努める。
- 選挙管理委員会 - 生徒会役員の選挙を正しく行う為おかれる組織である。

本部役員は会長一名、副会長二名、本部役員若干名で構成される。
各専門委員会には委員長一名、副委員長一名と各クラスより選出された二名の専門委員で構成される。専門委員長の所属するクラスは専門委員長を除き二名とする（ただし放送専門委員会のみ各学級一名）。

## 主な部活動成績
コーラス部
- TBSこども音楽コンクール東日本大会出場
- 全日本合唱コンクール（全日本合唱連盟主催）関東大会出場

サッカー部
- 全国中学校サッカー大会出場4回
- 第1回大会優勝（1970年）
- 第7回大会ベスト8（1976年）
- 第15回大会一回戦敗退（1984年）
- 第18回大会ベスト4（1987年）

また、志太・榛原支部中学校総合体育大会では男子ソフトテニス部が団体戦で優勝、県大会出場、個人戦で三位、同じく県大会出場。

## 著名な出身者
- 加藤まさを - 作詞家。「月の沙漠」など。
- 桑原隆 - サッカー指導者、元横浜F・マリノス監督、元ジュビロ磐田監督
- 佐野正幸 - ミュージカル俳優（在学中はコーラス部所属）
- 名波浩 - サッカー指導者、元サッカー日本代表、サッカー日本代表コーチ
- 古今亭志ん好 (5代目) - 落語家
- 高畑京一郎 - 作家

## 周辺施設
- 藤枝市立西益津小学校
- 静岡県立藤枝西高等学校
- 静岡県立藤枝北高等学校